# 马拉德街

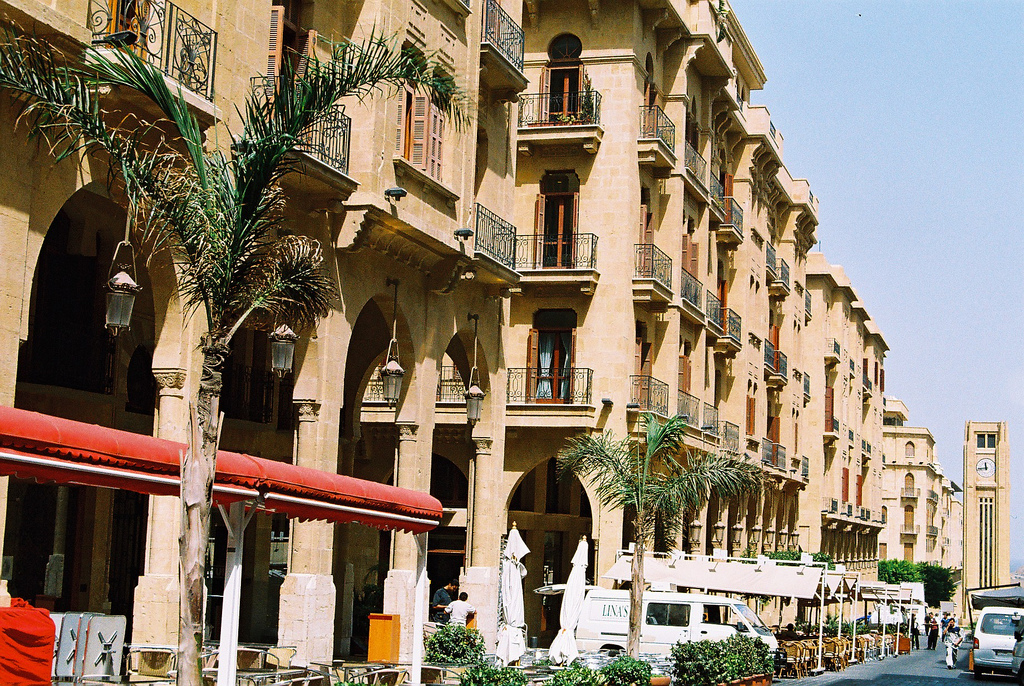
马拉德街

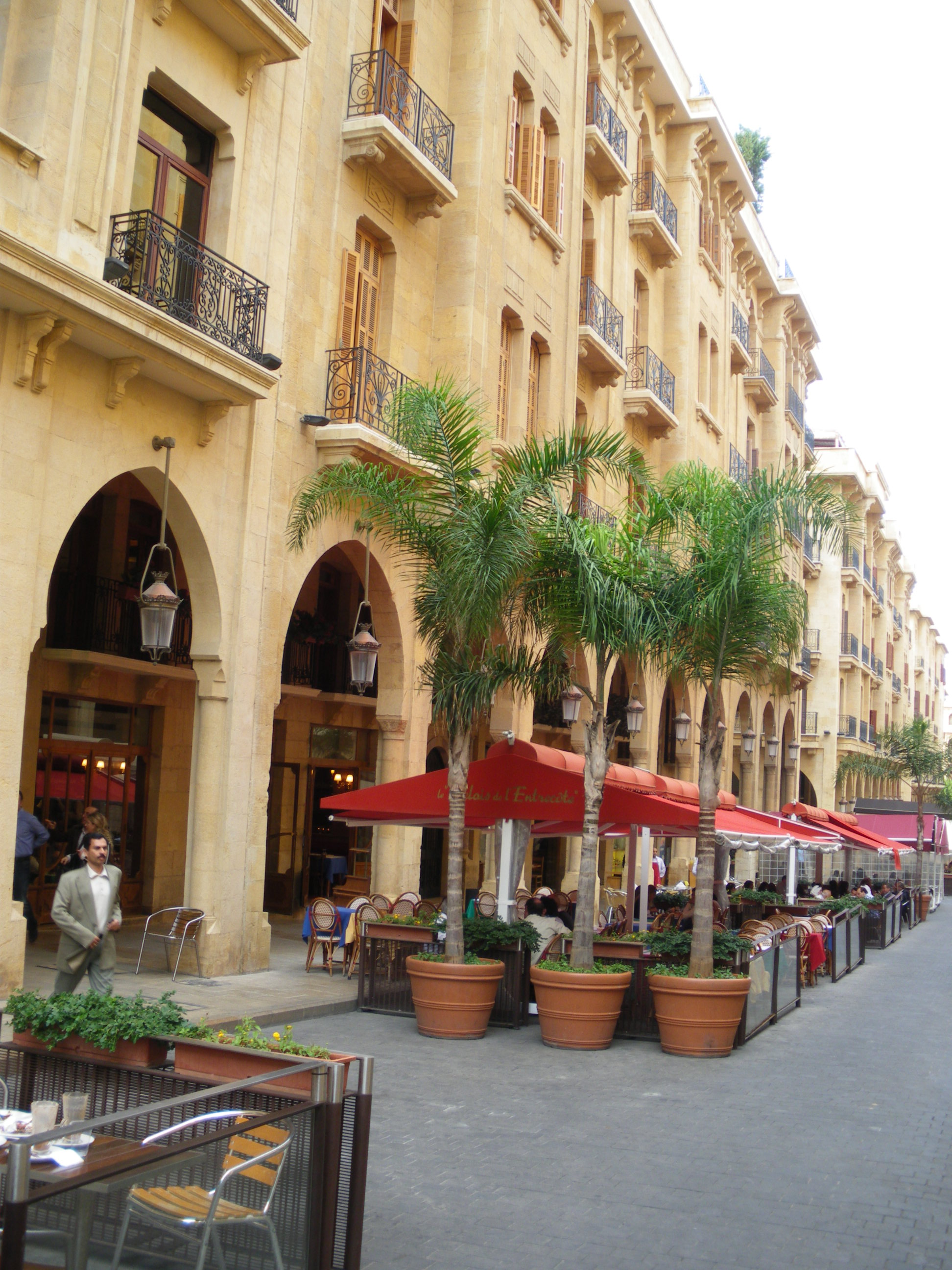
马拉德街

马拉德街（阿拉伯语：‎）是贝鲁特中央区一条主要街道，被称为“黎巴嫩充满活力的金融，商业和行政中心”。马拉德街在黎巴嫩内战中受到严重破坏，由黎巴嫩地产巨头彻底重建。马拉德街沿线和周围建筑的保护和恢复注重其原有的特色。 
马拉德街及其附近地区位于中世纪古城的原址，连接奥斯曼帝国Serail山和福煦 - 艾伦比区。该区域显示20世纪初的建筑结合了古典风格、伊斯兰复兴以及装饰艺术和新艺术运动风格。
马拉德街开始于Riad as-Solh广场，终止于内泽默广场，黎巴嫩国会所在地。内泽默-马拉德地区尤以石材立面，侧街和小巷著称。今天，该地区充满活力，集中商店，银行、企业以及餐馆，咖啡馆，酒吧和夜总会。     

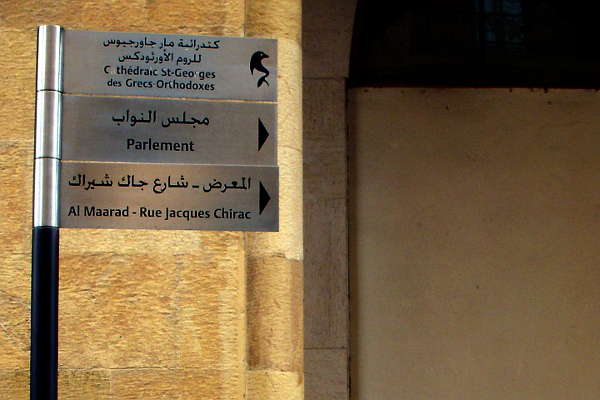
马拉德街路牌